# Тамминен, Таави
Таави Николай Тамминен (фин. Taavi Nikolai Tamminen; 30 марта 1889 — 19 января 1967) — финский борец греко-римского стиля, призёр Олимпийских игр и чемпион мира.
Таави Тамминен родился в 1889 году в общине Уурайнен. В 1920 году принял участие в Олимпийских играх в Антверпене где завоевал серебряную медаль. В 1921 году Таави Тамминен выиграл чемпионат мира, а в 1922 году стал чемпионом Финляндии.
По завершении спортивной карьеры Таави Тамминен не раз был судьёй соревнований, а в 1936 году присутствовал на Олимпийских играх в Берлине в качестве массажиста финской команды.